# Unter Uns
Unter Uns (literalmente Entre nosotros) es una serie de televisión alemana transmitida originalmente por RTL desde el 28 de noviembre de 1994.

## Elenco

### Miembros del reparto actuales
| Actor/Actriz               | Personaje                  | Episodio                  | Año                  |
| -------------------------- | -------------------------- | ------------------------- | -------------------- |
| Petra Blossey              | Irene Weigel, (Schwarz)    | 1–                        | 1994–                |
| Isabell Hertel             | Ute Fink, (Kiefer)         | 55–                       | 1995–                |
| Miloš Vuković              | Paco Weigel                | 1344–                     | 2000–                |
| Ben Ruedinger              | Tilmann "Till" Weigel #2   | 1442–                     | 2000–                |
| Claudelle Deckert          | Eva Wagner                 | 1586–2905 3102–3128 3415– | 2001–2006 2007 2008– |
| Stefan Bockelmann          | Malte Winter               | 1672–                     | 2001–                |
| Stefan Franz               | Rolf Jäger                 | 1860–4584 4927–5005 5097– | 2002–2013 2014 2015– |
| Kai Noll                   | Rufus Sturm                | 2037–                     | 2003–                |
| Lars Steinhöfel            | Ingo "Easy" Winter         | 2590–                     | 2005–                |
| Patrick Müller             | Tobias Lassner             | 2985–                     | 2006–                |
| Tabea Heynig               | Britta Schönfeld           | 3762–                     | 2010–                |
| Marvin Linke               | Moritz Schönfeld           | 3765–                     | 2010–                |
| Valea Katharina Scalabrino | Sina Uhland                | 3820–                     | 2010–                |
| Benjamin Kiss              | Henning Fink #2            | 3822–                     | 2010–                |
| Timothy Boldt              | Richard "Ringo" Beckmann   | 4422–                     | 2012–                |
| Benjamin Heinrich          | Benno "Bambi" Hirschberger | 4640–                     | 2013–                |
| Alexander Sholti           | Dr. Sascha Brenner         | 4747–                     | 2013–                |
| Maria Kempken              | Leonie Weidenfeld #2       | 4858–                     | 2014–                |
| Ines Kurenbach             | Caroline "Caro" Kasper     | 4916–                     | 2014–                |
| Amrei Haardt               | Jule Kasper                | 5013–                     | 2015–                |
| Luca Maric                 | Robert Küpper              | 5019–                     | 2015–                |
| Olivia Burkhart            | Fiona Novak, (Fischer)     | 5088–                     | 2015–                |

### Miembros del reparto anteriores
| Actor/Actriz                | Personaje                          | Entrada | Salida |
| --------------------------- | ---------------------------------- | ------- | ------ |
| Milena Dreißig              | Antonia "Toni" Schwarz #1          | 1994    | 1995   |
| Ludwig Hollburg             | Olaf Schwarz                       | 1994    | 1995   |
| Karin Schröder              | Sophie Himmel #1                   | 1994    | 1995   |
| Katja Frenzel-Röhl          | Melanie Hoffmeister                | 1994    | 1995   |
| Björn Kegel-Casapietra      | Armin Franke †                     | 1994    | 1996   |
| Sebastian Feicht            | Alexander Albrecht                 | 1994    | 1996   |
| Stephen Dürr                | Tilmann "Till" Weigel #1           | 1994    | 1996   |
| Andreas Köss                | Lars König                         | 1995    | 1997   |
| Alexander Osteroth          | Joachim Albrecht                   | 1994    | 1997   |
| Nina Azizi                  | Antonia "Toni" Schwarz #2          | 1995    | 1997   |
| Beate Wanke                 | Regina Albrecht †                  | 1994    | 1997   |
| Oliver Bootz                | Christian "Chris" Weigel           | 1994    | 1997   |
| Cecilia Kunz                | Corinna Bach                       | 1994    | 1997   |
| Tilmann Schillinger         | Bernd Hoffmeister †                | 1995    | 1997   |
| Lale Karci                  | Aylin Hoffmeister, (Eray)          | 1994    | 1998   |
| Marco Girnth                | Sven Rusinek                       | 1995    | 1998   |
| Tatiani Katrantzi           | Jennifer "Jenny" Turner            | 1994    | 1998   |
| Maurice Karl †              | Sebastian Sandmann #1              | 1997    | 1998   |
| Bodo Frank                  | Marc Albrecht                      | 1994    | 1998   |
| Sebastian Winkler           | Sebastian Sandmann #2              | 1998    | 1999   |
| Ralf Komorr                 | Andreas Sandmann †                 | 1997    | 1999   |
| Verena Zimmermann           | Jessica Falkenberg †               | 1997    | 1999   |
| Vanessa Glinka              | Alexandra "Alexa" Falkenberg       | 1997    | 1999   |
| Eric Benz                   | Nick Weigel, (Neuhaus)             | 1997    | 2000   |
| Wolfram Grandezka           | Roman Klingenberg                  | 1998    | 2000   |
| Isabel Florido              | Ilona "Lona Dee" Dertinger         | 1995    | 2000   |
| Arnold Dammann              | Viktor Falkenberg †                | 1997    | 2000   |
| André Dietz                 | Gregor Sandmann                    | 1997    | 2000   |
| Thorsten Feller             | Kai Fleming                        | 1998    | 2000   |
| Diana Staehly               | Susanne "Sue" Sommerfeld           | 1998    | 2000   |
| Eve Scheer                  | Sarah Foster, (Engel)              | 1999    | 2001   |
| Michael Evans               | Thomas "Tom" Foster                | 1997    | 2001   |
| Sylvia Agnes Muc            | Laura Böhme                        | 1994    | 2001   |
| Ole Tillmann                | Jonas Sommerfeld                   | 1999    | 2001   |
| Tobias Licht                | Gideon Kern †                      | 2000    | 2001   |
| Claudia Neidig              | Claudia Falkenberg                 | 1997    | 2001   |
| Wayne Carpendale            | Maximilian "Max" Pfitzer           | 2000    | 2001   |
| Bianca Hein                 | Meike Wagner                       | 2000    | 2002   |
| Christian Kämpfer           | Fabian Rose †                      | 2001    | 2002   |
| Petra Gumpold               | Isabelle "Belle" Rose, (Minz) †    | 2001    | 2002   |
| Timo Ben Schöfer            | Stefan Kramer                      | 2000    | 2003   |
| Gabriele Weinspach          | Helena Kramer, (Lasalle)           | 2000    | 2004   |
| Mario Kristl                | David Kramer †                     | 2001    | 2003   |
| Sabine Pfeifer              | Pauline Pfitzer                    | 1999    | 2003   |
| Melanie Wichterich          | Viktoria "Vicky" Kramer            | 2000    | 2004   |
| Janis Rattenni              | Anna Weigel #1                     | 1994    | 2004   |
| Finja Martens               | Svenja Lindström                   | 2004    | 2005   |
| Nike Martens                | Romy Sturm #1                      | 2003    | 2005   |
| Tanja Szewczenko            | Katinka "Kati" Ritter †            | 2002    | 2005   |
| Christiane Maybach †        | Margot Weigel, (Himmel) †          | 1994    | 2006   |
| Sven Waasner                | René Sturm †                       | 2003    | 2006   |
| Henrike Richters            | Kimberly "Kim" Ritter              | 2004    | 2006   |
| Torben Brinkmann            | Oliver Twist                       | 2005    | 2006   |
| Petra Gumpold               | Dr. Ariane Sturm, (Minz)           | 2003    | 2006   |
| Annika Peimann              | Lara Martensen †                   | 2006    | 2007   |
| Alexander Sholti            | Björn Winter †                     | 2001    | 2008   |
| Arissa Ferkic               | Silke Seebach                      | 2006    | 2008   |
| Olivia Klemke               | Franziska Gellert                  | 2005    | 2009   |
| Yvonne de Bark              | Dr. Pia Lassner                    | 2006    | 2009   |
| Andreas Büngen              | Jan Gräser                         | 2002    | 2009   |
| Sarah Ulrich                | Romy Sturm #2                      | 2005    | 2009   |
| Holger Franke               | Wolfgang Weigel †                  | 1994    | 2009   |
| Jane Hempel                 | Sophie Himmel-Eiler, (Himmel) #2   | 2001    | 2009   |
| Anna-Julia Kapfelsperger    | Charlotte Sommer                   | 2008    | 2010   |
| Andreas Zimmermann          | Henning Fink #1                    | 2009    | 2010   |
| Marcel Saibert              | Martin "Mars" Sommer               | 2004    | 2010   |
| Kathleen Fiedler            | Anna Weigel #2                     | 2006    | 2010   |
| Birte Glang                 | Heidi Danne †                      | 2010    | 2011   |
| Imke Brügger                | Rebecca Mattern †                  | 1997    | 2012   |
| Sarah Bogen                 | Lili Mattern                       | 2001    | 2012   |
| Martin Baden                | Nils Hoffmann                      | 2011    | 2012   |
| Ela Paul                    | Sabine "Bine" Kern                 | 2011    | 2012   |
| Mine Voss                   | Suji Wagner #1                     | 2012    | 2013   |
| Laura Maria Heid            | Suji Wagner #2                     | 2013    | 2013   |
| Maximilian Claus            | Erik Hansen                        | 2011    | 2013   |
| Bela Klentze                | Bela Hoffmann                      | 2011    | 2013   |
| Sarah Stork                 | Leonie Weidenfeld #1               | 2013    | 2013   |
| Anne Apitzsch               | Dr. Sonja Beckmann, (Weidenfeld) † | 2012    | 2014   |
| Eric Langner                | Paul Beckmann †                    | 2012    | 2014   |
| Marylu-Saskia Poolman       | Anna Weigel #3                     | 2010    | 2014   |
| Barbara Prakopenka          | Kira Beckmann                      | 2012    | 2014   |
| Svenja Jung                 | Lisa Brück                         | 2014    | 2015   |
| Sarah Hannemann             | Josephine "Joe" Johlke             | 2013    | 2015   |
| Maja Lehrer                 | Kimberley Pötter                   | 2014    | 2015   |
| Joy Lee Juana Abiola-Müller | Michelle "Micki" Lassner, (Fink)   | 2009    | 2015   |